# لبنی (مجارستان)
لِبِنی (به مجاری:  Lébény) یک منطقهٔ مسکونی در مجارستان است که در ناحیه موشون‌مادیارووار واقع شده‌است. لبنی ۸۱٫۳۶ کیلومتر مربع مساحت و ۳٬۲۳۲ نفر جمعیت دارد.